# Xã Upper Turkeyfoot, Quận Somerset, Pennsylvania
Xã Upper Turkeyfoot (tiếng Anh: Upper Turkeyfoot Township) là một xã thuộc quận Somerset, tiểu bang Pennsylvania, Hoa Kỳ. Năm 2010, dân số của xã này là 1.119 người.